# Barbara Manning
Barbara Manning (12 dicembre 1964) è una musicista e cantautrice statunitense; è stata anche membro di gruppi musicali come 28th Day, World of Pooh, S.F. Seals e The Go-Luckys!.

## Discografia
Album in studio
- 1988 - Lately I Keep Scissors (Heyday)
- 1991 - One Perfect Green Blanket (Heyday)
- 1995 - Barbara Manning Sings with the Original Artists (Feel Good All Over)
- 1997 - 1212 (Matador)
- 1999 - In New Zealand (Communion)
- 2018 - Alone in a Room (Butte County Free Music Society)

Compilation
- 2000 - Under One Roof: Singles and Oddities

Box set
- 2007 - Super Scissors